# Campeonato de Bélgica de Ciclocrós
El Campeonato de Bélgica de ciclocrós se organiza anualmente desde el año 1910 para determinar el campeón ciclista de Bélgica del año, en esta modalidad ciclista. La prueba femenina se organiza anualmente desde el año 2001. El título se otorga al vencedor de una única carrera. 
En el año 1911 no se disputó, posteriormente en los años 1915 a 1920 no se celebraron por causa de la Primera Guerra Mundial, y en el año 1940 por causa de la Segunda Guerra Mundial.
El ciclista más laureado es Roland Liboton, con diez títulos, además de manera consecutiva. El campeón actual es Michael Vanthourenhout. La ciclista más laureada y actual campeona es Sanne Cant, con catorce títulos (también todos consecutivos).

## Palmarés masculino

### Profesional
| Año                     | Vencedor               | Segundo                   | Tercero                   | Localidad            |
| ----------------------- | ---------------------- | ------------------------- | ------------------------- | -------------------- |
| 1910                    | Philippe Thys          |                           |                           |                      |
| 1911. No disputada      |                        |                           |                           |                      |
| 1912                    | Joseph Van Ingelghem   | Jean Delafaille           | Pierre Everaerts          |                      |
| 1913                    | Moerenhout Henri       | Modeste Lambert           | Jean Delafaille           |                      |
| 1914                    | Joseph Van Ingelghem   | Perwez                    | Victor Doms               |                      |
| 1915-1920. No disputada |                        |                           |                           |                      |
| 1921                    | René Vermandel         | Gaston Carels             | Théodore Van Eetvelde     |                      |
| 1922                    | Maurice De Waele       | Pieter Speeckaert         | Gérard Debaets            |                      |
| 1923                    | Théodore Van Eetvelde  | Henri Moerenhout          | Maurice De Waele          |                      |
| 1924                    | Joseph Van Dam         | Maurice De Waele          | Charles Mondelaers        |                      |
| 1925                    | Pé Verhaegen           | Joseph Van Dam            | Georges Lemaire           |                      |
| 1926                    | Henri Moerenhout       | Dieudonné Smets           | Charles Meunier           |                      |
| 1927                    | Jean Meeuwis           | Georges Ronsse            | Émile De Guitte           |                      |
| 1928                    | Jules Goedhuys         | Auguste Verdyck           | Robert Van Den Eynde      |                      |
| 1929                    | Georges Ronsse         | Jules Goedhuys            | Louis Delannoy            |                      |
| 1930                    | Georges Ronsse         | Maurice Seynaeve          | Jean Meeuwis              |                      |
| 1931                    | Jules Goedhuys         | Alfons Schepers           | Godfried Devoght          |                      |
| 1932                    | Joseph Demuysere       | Pol Roosemont             | Lode Hardiquest           |                      |
| 1933                    | Maurice Seynaeve       | Pol Roosemont             | Jules Goedhuys            |                      |
| 1934                    | Maurice Seynaeve       | Jules Geens               | Kamiel Vermassen          |                      |
| 1935                    | Maurice Seynaeve       | Jules Kneepkens           | Jules Geens               |                      |
| 1936                    | Maurice Seynaeve       | Jules Kneepkens           | Jules Geens               |                      |
| 1937                    | Maurice Seynaeve       | Alexis Michiels           | Omer Thys                 |                      |
| 1938                    | Omer Thys              | Pierre Vermeiren          | Kamiel Vermassen          |                      |
| 1939                    | Omer Thys              | Kamiel Vermassen          | Louis Michiels            |                      |
| 1940. No disputada      |                        |                           |                           |                      |
| 1941                    | Richard Blendeman      | Julien Douws              | Eugeen Jacobs             |                      |
| 1942                    | Eugeen Jacobs          | Louis Poels               | Joseph Somers             |                      |
| 1943                    | Eugeen Jacobs          | Richard Blendeman         | Joseph Somers             |                      |
| 1944                    | Frans Van Hellemont    | Louis Poels               | Georges Claes             |                      |
| 1945                    | Georges Vandermeirsch  | Lode Michiels             | Eugeen Jacobs             | Keerbergen           |
| 1946                    | Georges Vandermeirsch  | Lode Michiels             | Oscar Goethals            | Amberes              |
| 1947                    | Georges Vandermeirsch  | Lode Michiels             | Odiel Vandenmeerschaut    | Wervik               |
| 1948                    | Frans De Coster        | Odiel Vandenmeerschaut    | Frans Loyaert             | Heverlee             |
| 1949                    | Georges Vandermeirsch  | Frans De Coster           | Eugeen Jacobs             | Zingem               |
| 1950                    | Firmin Van Kerrebroeck | Georges Vandermeirsch     | Michel Decroix            | Mater                |
| 1951                    | Georges Vandermeirsch  | Firmin Van Kerrebroeck    | Michel Decroix            | Westouter            |
| 1952                    | Firmin Van Kerrebroeck | Frans Feremans            | René De Keyser            | Hoeselt              |
| 1953                    | Georges Furnière       | Roger De Clercq           | Firmin Van Kerrebroeck    | Lens                 |
| 1954                    | Frans Feremans         | Roger De Clercq           | Charles Van Houtte        | Hombeek              |
| 1955                    | Firmin Van Kerrebroeck | Roger De Clercq           | Charles Van Houtte        | Sombreffe            |
| 1956                    | Firmin Van Kerrebroeck | Roger De Clercq           | Calixte Van Steenbrugge   | Oudenaarde           |
| 1957                    | René De Rey            | Georges Furnière          | Roger De Clercq           | Büdingen             |
| 1958                    | Firmin Van Kerrebroeck | Roger De Clercq           | Hendrik Willems           | Meulebeke            |
| 1959                    | René De Rey            | Firmin Van Kerrebroeck    | Hendrik Willems           | Hoeselt              |
| 1960                    | Roger De Clercq        | Firmin Van Kerrebroeck    | Pierre Kumps              | Everbeek             |
| 1961                    | Firmin Van Kerrebroeck | Herman Van Caester        | Pierre Kumps              | Hombeek              |
| 1962                    | Roger De Clercq        | Albert Van Damme          | Pierre Kumps              | Vonêche              |
| 1963                    | Albert Van Damme       | Jozef Matheussen          | Pierre Kumps              | Gavere               |
| 1964                    | Roger De Clercq        | René De Rey               | Albert Van Damme          | Bomal                |
| 1965                    | Albert Van Damme       | Pierre Kumps              | Leon Scheirs              | Overijse             |
| 1966                    | Albert Van Damme       | René De Rey               | Robert Vermeire           | Meulebeke            |
| 1967                    | Eric De Vlaeminck      | Freddy Nys                | René De Clercq            | Zolder               |
| 1968                    | Albert Van Damme       | Roger De Vlaeminck        | Herman Van Caester        | Opwijk               |
| 1969                    | Eric De Vlaeminck      | Julien Van Den Haesevelde | Freddy Nys                | Ruien                |
| 1970                    | Albert Van Damme       | Roger De Vlaeminck        | Daniel Van Damme          | Wetteren             |
| 1971                    | Eric De Vlaeminck      | Albert Van Damme          | René De Clercq            | Ruien                |
| 1972                    | Eric De Vlaeminck      | Albert Van Damme          | Michel Baele              | Lembeek              |
| 1973                    | Albert Van Damme       | Michel Baele              | Julien Van Den Haesevelde | Horebeke             |
| 1974                    | Roger De Vlaeminck     | Albert Van Damme          | Michel Baele              | Beernem              |
| 1975                    | Roger De Vlaeminck     | Eric De Vlaeminck         | Marc De Block             | Volkegem             |
| 1976                    | Marc De Block          | Albert Van Damme          | Eric De Vlaeminck         | Overijse             |
| 1977                    | Marc De Block          | Albert Van Damme          | Eric De Vlaeminck         | Munte                |
| 1978                    | Roger De Vlaeminck     | Eric Desruelle            | Jan Teugels               | Beernem              |
| 1979                    | Jan Teugels            | Roger De Vlaeminck        | Robert Vermeire           | Koersel              |
| 1980                    | Roland Liboton         | Robert Vermeire           | Johan Ghyllebert          | Maurage              |
| 1981                    | Roland Liboton         | Robert Vermeire           | Johan Ghyllebert          | Vaux-sous-Chèvremont |
| 1982                    | Roland Liboton         | Robert Vermeire           | Johan Ghyllebert          | Kessel               |
| 1983                    | Roland Liboton         | Robert Vermeire           | Johan Ghyllebert          | Overijse             |
| 1984                    | Roland Liboton         | Robert Vermeire           | Johan Ghyllebert          | Asper                |
| 1985                    | Roland Liboton         | Rudy De Bie               | Robert Vermeire           | Zillebeke            |
| 1986                    | Roland Liboton         | Paul De Brauwer           | Rudy De Bie               | Koersel              |
| 1987                    | Roland Liboton         | Paul De Brauwer           | Yvan Messelis             | Mol                  |
| 1988                    | Roland Liboton         | Paul De Brauwer           | Danny De Bie              | Ploegsteert          |
| 1989                    | Roland Liboton         | Yvan Messelis             | Danny De Bie              | Bioul                |
| 1990                    | Danny De Bie           | Roland Liboton            | Yvan Messelis             | Overijse             |
| 1991                    | Danny De Bie           | Paul De Brauwer           | Johan Museeuw             | Asper                |
| 1992                    | Danny De Bie           | Guy Vandijck              | Paul De Brauwer           | Dixmuda              |
| 1993                    | Paul Herygers          | Danny De Bie              | Paul De Brauwer           | Houthalen-Helchteren |
| 1994                    | Peter Van Den Abeele   | Danny De Bie              | Filip Van Luchem          | Soumagne             |
| 1995                    | Marc Janssens          | Erwin Vervecken           | Peter Van den Abeele      | Heist-op-den-Berg    |
| 1996                    | Erwin Vervecken        | Paul Herygers             | Mario De Clercq           | Overijse             |
| 1997                    | Paul Herygers          | Mario De Clercq           | Arne Daelmans             | Hoogstraten          |
| 1998                    | Marc Janssens          | Erwin Vervecken           | Mario De Clercq           | Geraardsbergen       |
| 1999                    | Marc Janssens          | Mario De Clercq           | Sven Nys                  | Soumagne             |
| 2000                    | Sven Nys               | Erwin Vervecken           | Mario De Clercq           | Gante                |
| 2001                    | Mario De Clercq        | Erwin Vervecken           | Bart Wellens              | Mol                  |
| 2002                    | Mario De Clercq        | Erwin Vervecken           | Sven Vanthourenhout       | Koksijde             |
| 2003                    | Sven Nys               | Ben Berden                | Bart Wellens              | Wielsbeke            |
| 2004                    | Bart Wellens           | Mario De Clercq           | Sven Nys                  | Lille                |
| 2005                    | Sven Nys               | Tom Vannoppen             | Ben Berden                | Wachtebeke           |
| 2006                    | Sven Nys               | Erwin Vervecken           | Bart Wellens              | Tervuren             |
| 2007                    | Bart Wellens           | Klaas Vantornout          | Sven Nys                  | Hamme                |
| 2008                    | Sven Nys               | Bart Wellens              | Niels Albert              | Hofstade             |
| 2009                    | Sven Nys               | Niels Albert              | Kevin Pauwels             | Ruddervoorde         |
| 2010                    | Sven Nys               | Klaas Vantornout          | Tom Meeusen               | Oostmalle            |
| 2011                    | Niels Albert           | Bart Wellens              | Kevin Pauwels             | Amberes              |
| 2012                    | Sven Nys               | Niels Albert              | Rob Peeters               | Hooglede             |
| 2013                    | Klaas Vantornout       | Sven Nys                  | Kevin Pauwels             | Mol                  |
| 2014                    | Sven Nys               | Rob Peeters               | Bart Wellens              | Waregem              |
| 2015                    | Klaas Vantornout       | Tom Meeusen               | Wout van Aert             | Erpe-Mere            |
| 2016                    | Wout van Aert          | Laurens Sweeck            | Sven Nys                  | Lille                |
| 2017                    | Wout van Aert          | Kevin Pauwels             | Laurens Sweeck            | Ostende              |
| 2018                    | Wout van Aert          | Laurens Sweeck            | Daan Soete                | Koksijde             |
| 2019                    | Toon Aerts             | Wout van Aert             | Michael Vanthourenhout    | Kruibeke             |
| 2020                    | Laurens Sweeck         | Eli Iserbyt               | Toon Aerts                | Amberes              |
| 2021                    | Wout van Aert          | Toon Aerts                | Michael Vanthourenhout    | Meulebeke            |
| 2022                    | Wout van Aert          | Laurens Sweeck            | Quinten Hermans           | Middelkerke          |
| 2023                    | Michael Vanthourenhout | Laurens Sweeck            | Thibau Nys                | Lokeren              |
| 2024                    | Eli Iserbyt            | Joran Wyseure             | Michael Vanthourenhout    | Meulebeke            |

## Palmarés femenino

### Profesional
| Año  | Vencedor           | Segundo                  | Tercero                  | Localidad    |
| ---- | ------------------ | ------------------------ | ------------------------ | ------------ |
| 2001 | Kathleen Vermeiren | Anja Nobus               | Lory Laroy               | Mol          |
| 2002 | Anja Nobus         | Kathleen Vermeiren       | Hilde Quintens           | Koksijde     |
| 2003 | Hilde Quintens     | Anja Nobus               | Veerle Ingels            | Wielsbeke    |
| 2004 | Anja Nobus         | Loes Sels                | Kathleen Vermeiren       | Lille        |
| 2005 | Veerle Ingels      | Anja Nobus               | Loes Sels                | Wachtebeke   |
| 2006 | Hilde Quintens     | Kathy Ingels             | Anja Nobus               | Tervuren     |
| 2007 | Loes Sels          | Katrien Aerts            | Hilde Quintens           | Hamme        |
| 2008 | Loes Sels          | Veerle Ingels            | Katrien Pauwels          | Hofstade     |
| 2009 | Joyce Vanderbeken  | Sanne Cant               | Veerle Ingels            | Ruddervoorde |
| 2010 | Sanne Cant         | Joyce Vanderbeken        | Ellen Van Loy            | Oostmalle    |
| 2011 | Sanne Cant         | Nancy Bober              | Joyce Vanderbeken        | Amberes      |
| 2012 | Sanne Cant         | Joyce Vanderbeken        | Hilde Quintens           | Hooglede     |
| 2013 | Sanne Cant         | Ellen Van Loy            | Joyce Vanderbeken        | Mol          |
| 2014 | Sanne Cant         | Ellen Van Loy            | Githa Michiels           | Waregem      |
| 2015 | Sanne Cant         | Ellen Van Loy            | Githa Michiels           | Erpe-Mere    |
| 2016 | Sanne Cant         | Ellen Van Loy            | Loes Sels                | Lille        |
| 2017 | Sanne Cant         | Laura Verdonschot        | Ellen Van Loy            | Ostende      |
| 2018 | Sanne Cant         | Ellen Van Loy            | Loes Sels                | Koksijde     |
| 2019 | Sanne Cant         | Loes Sels                | Laura Verdonschot        | Kruibeke     |
| 2020 | Sanne Cant         | Laura Verdonschot        | Ellen Van Loy            | Amberes      |
| 2021 | Sanne Cant         | Lotte Lopecky            | Alicia Franck            | Meulebeke    |
| 2022 | Sanne Cant         | Marion Norbert Riberolle | Laura Verdonschot        | Middelkerke  |
| 2023 | Sanne Cant         | Marion Norbert Riberolle | Alicia Franck            | Lokeren      |
| 2024 | Sanne Cant         | Laura Verdonschoot       | Marion Norbert Riberolle | Meulebeke    |

## Estadísticas

### Más victorias
| Ciclista               | Victorias | Años                                                        |
| ---------------------- | --------- | ----------------------------------------------------------- |
| Roland Liboton         | 10        | 1980, 1981, 1982, 1983, 1984, 1985, 1986, 1987, 1988 y 1989 |
| Sven Nys               | 9         | 2000, 2003, 2005, 2006, 2008, 2009, 2010, 2012 y 2014       |
| Firmin Van Kerrebroeck | 6         | 1950, 1952, 1955, 1956, 1958 y 1961                         |
| Albert Van Damme       | 6         | 1963, 1965, 1966, 1968, 1970 y 1973                         |
| Maurice Seynaeve       | 5         | 1933, 1934, 1935, 1936 y 1937                               |
| Georges Vandermeirsch  | 5         | 1945, 1946, 1947, 1949 y 1951                               |
| Wout van Aert          | 5         | 2016, 2017, 2018, 2021 y 2022                               |
| Eric De Vlaeminck      | 4         | 1967, 1969, 1971 y 1972                                     |
| Roger De Clercq        | 3         | 1960, 1962 y 1964                                           |
| Roger De Vlaeminck     | 3         | 1974, 1975 y 1978                                           |
| Danny De Bie           | 3         | 1990, 1991 y 1992                                           |
| Marc Janssens          | 3         | 1995, 1998 y 1999                                           |
| Joseph Van Ingelghem   | 2         | 1912 y 1914                                                 |
| Henri Moerenhout       | 2         | 1913 y 1926                                                 |
| Georges Ronsse         | 2         | 1929 y 1930                                                 |
| Jules Goedhuys         | 2         | 1928 y 1931                                                 |
| Omer Thys              | 2         | 1938 y 1939                                                 |
| Eugeen Jacobs          | 2         | 1942 y 1943                                                 |
| René De Rey            | 2         | 1957 y 1959                                                 |
| Marc De Block          | 2         | 1976 y 1977                                                 |
| Paul Herygers          | 2         | 1993 y 1997                                                 |
| Mario De Clercq        | 2         | 2001 y 2002                                                 |
| Bart Wellens           | 2         | 2004 y 2007                                                 |
| Klaas Vantornout       | 2         | 2013 y 2015                                                 |

| Ciclista       | Victorias | Años                                                                                      |
| -------------- | --------- | ----------------------------------------------------------------------------------------- |
| Sanne Cant     | 15        | 2010, 2011, 2012, 2013, 2014, 2015, 2016, 2017, 2018, 2019, 2020, 2021, 2022, 2023 y 2024 |
| Anja Nobus     | 2         | 2004 y 2002                                                                               |
| Hilde Quintens | 2         | 2003 y 2006                                                                               |
| Loes Sels      | 2         | 2007 y 2008                                                                               |